# Edoardo Albinati
Edoardo Albinati (Roma, 11 ottobre 1956) è uno scrittore, traduttore e sceneggiatore italiano.

## Biografia
Nato e residente a Roma, ha studiato al Liceo classico San Leone Magno (dove è ambientato il suo romanzo La scuola cattolica) con Walter Mauro; ha però frequentato l'ultimo anno di scuola al Liceo classico statale Giulio Cesare, dove ha conseguito la maturità classica. Dal 1994 svolge attività di insegnamento all'interno del penitenziario di Rebibbia.
I suoi esordi avvengono all'interno della rivista Nuovi Argomenti della quale entra a far parte nel 1984. Ha tradotto testi di autori inglesi e americani tra cui: Vladimir Nabokov, Ambrose Bierce, Robert Louis Stevenson, John Ashbery. Ha inoltre tradotto La tempesta di William Shakespeare (1999) e adattato i romanzi di Chrétien de Troyes per lo spettacolo Graal (2000) e il poema di John Milton per lo spettacolo Paradiso (2004), tutti per la regia di Giorgio Barberio Corsetti. Per lo stesso regista ha scritto Il colore bianco, andato in scena per le Olimpiadi di Torino 2006.
Dal suo libro Orti di guerra sono stati tratti venti episodi realizzati da Radiotre Rai (1997) con musiche di Fabrizio De Rossi Re (nell'edizione Fandango 2007). Con lo stesso musicista ha realizzato il cd Folgorazione (Contempo, 2005). Dal romanzo Il polacco lavatore di vetri il regista Peter Del Monte ha tratto il film La ballata del lavavetri presentato al Festival del Cinema di Venezia 1998.
Nel 2002 ha lavorato presso l'Alto commissariato ONU per i rifugiati in Afghanistan e nel 2004 ha partecipato a una missione dell'UNHCR in Ciad, pubblicando reportage sul Corriere della Sera, The Washington Post e La Repubblica. Il libro Il ritorno. Diario di una missione in Afghanistan ha vinto nel 2003 il Premio Napoli.
Nel 2002 ha vinto, nella sezione Poesia, il Premio Nazionale Rhegium Julii, con Sintassi italiana; nel 2004 ha vinto il Premio Viareggio con il romanzo Svenimenti.
È stato vincitore del Premio Strega 2016 con il romanzo La scuola cattolica pubblicato da Rizzoli. Proclamato vincitore l'8 luglio 2016, Albinati ha dedicato la vittoria al poeta Valentino Zeichen, scomparso qualche giorno prima.
È tifoso della S.S. Lazio.

## Opere letterarie

### Romanzi
- Il polacco lavatore di vetri, Milano, Longanesi, 1989. ISBN 88-304-0882-4.
- Svenimenti, Torino, Einaudi, 2004. ISBN 88-06-17130-5.
- Tuttalpiù muoio, con Filippo Timi, Roma, Fandango libri, 2006. ISBN 88-6044-009-2.
- La scuola cattolica, Milano, Rizzoli, 2016. ISBN 978-88-17-08683-7.
- Un adulterio, Milano, Rizzoli, 2017. ISBN 978-88-17-09561-7.
- Cuori fanatici, Milano, Rizzoli, 2019. ISBN 978-88-17-10924-6.
- Desideri deviati, Milano, Rizzoli, 2020. ISBN 978-88-31-80192-8.
- I figli dell'istante, Milano, Rizzoli, 2025. ISBN 9788817174428.

### Racconti
- Arabeschi della vita morale, Milano, Longanesi, 1988. ISBN 88-304-0775-5.
- Orti di guerra, Roma, Fazi, 1997. ISBN 88-8112-048-8.
- 19, Milano, Oscar Mondadori, 2001. ISBN 88-04-49841-2.
- Voci nel buio, Milano, Charta, 2005. ISBN 88-8158-582-0.
- Guerra alla tristezza!, Roma, Fandango libri, 2009. ISBN 978-88-6044-126-3.
- Uscire dal mondo, Rizzoli, Milano 2022, ISBN 9788817163873.

### Prose autobiografiche
- Maggio selvaggio, Milano, Mondadori, 1999. ISBN 88-04-45806-2.
- Il ritorno. Diario di una missione in Afghanistan, Milano, Oscar Mondadori, 2002. ISBN 88-04-51419-1.
- Vita e morte di un ingegnere, Milano, Mondadori, 2012. ISBN 978-88-04-61468-5.

### Poesia
- Elegie e proverbi, Milano, A. Mondadori, 1989. ISBN 88-04-32436-8.
- La comunione dei beni, Firenze, Giunti, 1995. ISBN 88-09-20604-5.
- Mare o monti, con Paolo Del Colle, Brescia, L'obliquo/A.A.M. Architettura Arte Moderna, 1997.
- Sintassi italiana, Parma, Guanda, 2002. ISBN 88-8246-295-1.
- La tua bocca è la mia religione, Guanda, 2022. ISBN 978-88-235-2944-1.

### Saggi
- Oro colato. Otto lezioni sulla materia della scrittura, Roma, Fandango libri, 2014. ISBN 978-88-6044-444-8.
- Cronistoria di un pensiero infame, Baldini + Castaldi, 2018. ISBN 978-8893881524.

## Sceneggiature cinematografiche
- Uno a me, uno a te e uno a Raffaele, regia di Jon Jost (1994)
- Il racconto dei racconti - Tale of Tales, regia di Matteo Garrone (2015)
- Fai bei sogni, regia di Marco Bellocchio (2016)
- Rapito, regia di Marco Bellocchio (2023)